# Comté de Harvey (Australie)
Pour les articles homonymes, voir Comté de Harvey.
Le Comté de Harvey est une zone d'administration locale dans le sud-ouest de l'Australie-Occidentale en Australie à environ 140 km au sud de Perth et nord-est de la ville de Bunbury.
Environ 12 % de la population du comté est d'origine de l'Europe du Sud ou de l'Est.
Le comté est divisé en un certain nombre de localités:
| - Australind - Benger - Binningup - Brunswick Junction - Cookernup - Harvey | - Kemerton - Leschenault - Myalup - Roelands - Wokalup - Yarloop |

Le comté a 10 conseillers locaux pour 4 circonscriptions :
- Central Ward (4 conseillers)
- South Ward (2 conseillers)
- Australind Ward (3 conseillers)
- Coastal Ward (1 conseiller).